# Rainer Sieg
Rainer Sieg (* 20. Dezember 1948) ist ein deutscher Rechtswissenschaftler.

## Leben
Nach dem Studium der Rechtswissenschaften an der Friedrich-Alexander-Universität Erlangen-Nürnberg war er dort als wissenschaftlicher Mitarbeiter und nach dem 2. Juristischen Staatsexamen 6 Jahre als Akademischer Rat bei den Strafrechtsprofessoren Gunther Arzt, Karl Heinz Gössel und Wilfried Bottke tätig. 1985 Promotion bei Ulrich Weber an der Freien Universität Berlin. Nach einer kurzen Zeit als Rechtsanwalt und freiberuflicher Referent bei verschiedenen staatlichen und privaten Bildungsträgern wechselte er 1987 zur Siemens AG. Dort war er bis zu seiner Verrentung im Jahr 2014 im Personalwesen (u. a. als Referent für Arbeitsrecht, Tarifrecht, Beschäftigungsbedingungen und Abteilungsleiter für Betriebsverfassung, Mitbestimmung, Restrukturierungen) und zuletzt im Vorstandsressort „Recht und Compliance“ tätig. 2003 wurde er Mitglied im Sprecherausschuss der Konzernzentrale in München und 2006 von den Leitenden Angestellten des Siemens Konzerns zum Konzernsprecherausschussvorsitzenden gewählt, 2007 auch zu deren Vertreter im Aufsichtsrat. Von 1993 bis 2018 war er ehrenamtlicher Arbeitsrichter, ab 1998 im Kündigungsschutzsenat des Bundesarbeitsgerichts.
Er ist stellv. Vorsitzender des Publizistischen Beirats der Zeitschrift Arbeit und Arbeitsrecht sowie Mitglied im Deutschen Juristentag, Arbeitsgerichtsverband und Diskussionsforum Arbeitsrecht FAU Erlangen-Nürnberg. An der Universität Passau ist er seit 2005 Lehrbeauftragter und wurde 2012 zum Honorarprofessor ernannt. Am Lehrstuhl von Steger für Betriebswirtschaft, insbes. Führung und Organisation der Universität Regensburg ist er Gastwissenschaftler. Seine wissenschaftlichen Schwerpunkte liegen im Arbeits- und Mitbestimmungsrecht sowie im Recht der Mitarbeiterkapitalbeteiligung. Von 2008 bis 2012 war er Mitglied des Augsburger Universitätsrats. Er ist stellv. Vorsitzender des Mitarbeiteraktionärsvereins WIR für SIEMENS und Beirat des Mitarbeiteraktionärsvereins der Evonik AG.
Seit seinem Ausscheiden aus der Siemens AG ist er wieder als Rechtsanwalt zugelassen.

## Schriften (Auswahl)
- mit Frank Maschmann und Burkhard Göpfert: Vertragsgestaltung im Arbeitsrecht –Arbeits- und Anstellungsverträge.3. Auflage München 2020, ISBN 978-3-406-74157-9.
- mit Wolfgang Hromadka: SprAuG. Kommentar zum Sprecherausschussgesetz. 5. Auflage Hürth 2022, ISBN 978-3-472-09720-4.
- Mitbestimmung in Deutschland – Leitfaden für die betriebliche Praxis. 4. Auflage Düsseldorf 2018, ISBN 978-3-932719-78-3.
- Arbeitsrecht – Leitfaden für alle Führungskräfte. 14. Auflage Düsseldorf 2022, ISBN 978-3-932719-92-9.
- mit Frank Maschmann: Unternehmensumstrukturierung – Arbeitsrecht, Datenschutz, Due Diligence. 3. Auflage München 2020, ISBN 978-3-406-74122-7.
- mit Marek Prujszczyk: Arbeitsrecht in Polen. 2. Auflage Heidelberg 2005, ISBN 3-8073-2197-7.
- Kollektives Arbeitsrecht in 600 Fragen & Antworten. Berlin 2020, ISBN 978-3-349-01181-4.